# Jass-paper
Jass-paper (ou Jass) est une marque de papier à cigarette fabriqué en France, créée en 2009 par Stephen Chojnacki. La marque appartient à l'entreprise française Noza distribution, située dans le nord de la France.

## Marques concurrentes en France
- Rizla+, qui est la propriété du groupe anglais Imperial Tobacco.
- OCB, JOB et Zig-Zag, toutes trois propriétés de Republic technologies.
- Chat Roule, propriété de SPI D CLiC.